# Sonate pour clarinette et piano no 1 de Bax
Pour les articles homonymes, voir Sonate pour clarinette et piano.
La Sonate pour clarinette et piano no 1 est une œuvre de jeunesse et l'une des premières pièces de musique de chambre du compositeur britannique Arnold Bax, composée en 1901.

## Contexte
Dans son autobiographie Farewell my youth, Arnold Bax décrit un de ses amis de l'académie : « un certain George [Allaby] Alder, un joueur de cor, un homme d'affaires de premier ordre, qui connaissait bien Elgar depuis son enfance » (« one George [Allaby] Alder, a horn-player, a wag of no mean order, and well acquainted since boyhood with Elgar »). George Alder vivait à Malvern, et lorsque Arnold Bax lui rend visite, il l'emmène à la maison d'Edward Elgar, à Birchwood, pour rencontrer le compositeur.
Ce qu'Arnold Bax ne nous dit pas, c'est qu'il a écrit une sonate pour cor pour George Alder alors qu'il était encore étudiant. Récemment, le neveu de George Alder, Tony Dutton, a découvert, en fouillant dans une pile poussiéreuse de compositions manuscrites de son oncle, plusieurs manuscrits d'œuvres précoces d'Arnold Bax jusqu'alors inconnues. Outre la Sonate pour cor en un seul mouvement, autographiée par Bax, dédiée à Alder et datée de janvier 1901, il y avait une Sonate en mi et une Romance, toutes deux pour clarinette et piano.
La Sonate pour clarinette en mi est postérieure à la Sonate pour cor. Le manuscrit de la sonate est ostensiblement en un seul mouvement, mais nous trouvons dans le manuscrit un autre mouvement intitulé Romance, qui peut être considéré comme le deuxième mouvement d'une telle sonate. Un autre manuscrit de la Romance, probablement antérieur, porte cette fois le titre Intermezzo pour clarinette et piano et est daté d'avril 1901. Le chiffre « 2 » en tête du manuscrit trouvé par Tony Dutton, confirme donc la postériorité de l'œuvre.